# Крива (річка)
Крива — річка  в Україні (Чернівецька область, Глибоцький район) та Румунії. Ліва  притока Білки Маре (басейн Дунаю).

## Опис
Довжина річки приблизно 6 км. Формується з 1 безіменного струмка та 1 водойми.

## Розташування
Бере  початок у лісовому масиві на схилах безіменної гори на південному сході від села Аршиця. Тече переважно на південний схід через українсько-румунський кордон і у комуні Білка впадає у річку Білку Маре, ліву притоку Сучави.